# Земо Парцхма
Земо Парцхма (груз. ზემო ფარცხმა) — село в Грузії.
За даними перепису населення 2014 року в селі проживає 720 осіб.